# サニー・ミュージック
サニー・ミュージック（ブルガリア語: Съни Мюзик, ラテン文字転写: Sunny Music）は、ブルガリアのレコード会社で、ポップ・フォークを中心に取り扱っている。

## 主な所属アーティスト
- アジス
- ウスタタ - ラッパー
- カリ - アラに移籍
- ダヤナ
- ボニ
- ソフィ・マリノヴァ